# Tampégré
Tampégré  ist ein Arrondissement im Département Atakora in Benin. Es ist eine Verwaltungseinheit, die der Gerichtsbarkeit der Kommune Toucountouna untersteht. Gemäß der Volkszählung von 2013 hatte Tampégré 10.273 Einwohner, davon waren 4989 männlich und 5284 weiblich.